# Babylonia feicheni
Babylonia feicheni is een slakkensoort uit de familie van de Babyloniidae. De wetenschappelijke naam van de soort is voor het eerst geldig gepubliceerd in 1973 door Shikama.